# حديقة كرايستشيرشت
كرايستشيرش بارك هي منطقة تاريخية من المروج المسطحة، ومناطق الغابات، وأربوريتا التي تم زرعها بدقة بالقرب من وسط المدينة في إبسويتش، سوفولك. تحوي الحديقة العديد من المرافق مثل منطقة لعب الأطفال وملاعب التنس وتنس الطاولة وملاعب البولينج ومعدات الجيم في الهواء الطلق. يقع منزل تيودور المميز، Christchurch Mansion ، ويضم متحف ومعرض فني عند المدخل الجنوبية للحديقة. كانت الحديقة ملكًا للعديد من العائلات النبيلة كأرض خاصة عبر تاريخها ولكن تم شراؤها من قبل المجلس البلدي التابع ل إبسويتش بورو في عام 1894 وافتتحت كأول حديقة عامة في المدينة في عام 1895.

## نبذة تاريخية
كانت الحديقة منذ القرن الثاني عشر، موقعًا للدير الأوغسطيني للثالوث المقدس، إبسويتش. تم الاستيلاء على املاك الدير من قبل التاج الإنجليزي في عام 1536، أثناء حل هنري الثامن للأديرة. واشتراها بول ويثيبول وهو أحد تجار لندن في عام 1545، تم هدم الدير من قبل ابنه إدموند ويثيبول ما بين عامي 1548 و 1550 وبنى قصر كريستشيرش في مكانه. يحتوي القصر الرائع على متحف ومعرض فني وغرفة شاي والذي لا يزال محط أنظار العامه في تيودور
كان هناك نزاع مستمر مع شركة إبسويتش خلال الستينات من القرن السادس عشر فيما يتعلق بالتعديلات المختلفة التي أجريت في المكان وبخصوص وصول الجمهور إلى المعرض السنوي. قام إدموند ويثيبول ببناء بركة جديدة في عام 1567، تعرف الآن باسم «بركة البرية». زارت الملكة إليزابيث الأولى القصر لمدة ستة أيام خلال أغسطس 1561. وعادت إلى البلدة لمدة أربعة أيام في عام 1575.

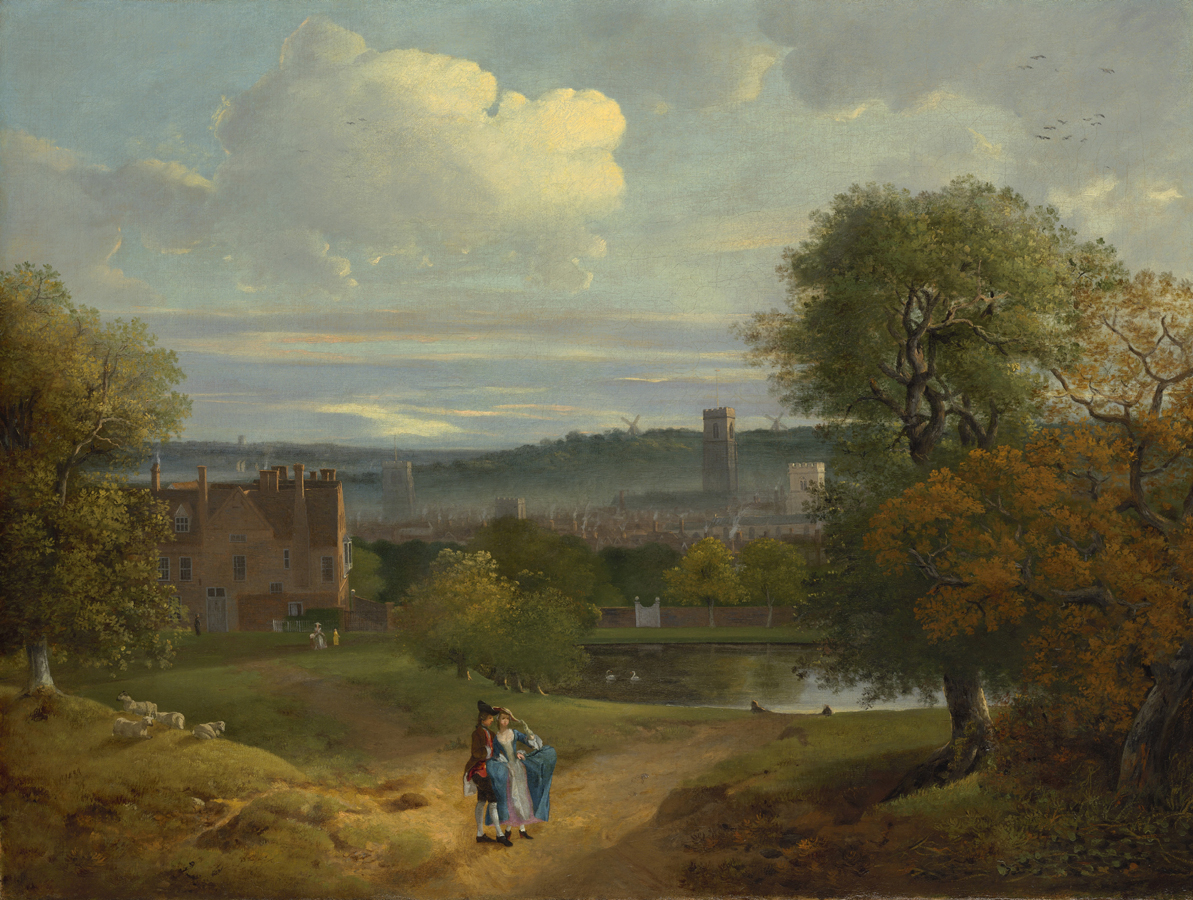
منظر إبسويتش من حديقة كرايستشيرش بواسطة توماس جينزبورو حوالي 1746-9

تزوجت إليزابيث ويثيبول حفيدة إدموند من شخص يدعى ليستر ديفيرو فيسكونت هيرفورد السادس وانتقل القصر إلى عائلة ديفيرو، وأعادت العائلة بناء الطوابق العليا وإضافة الشرفة الرئيسية بعد حريق في عام 1670.اشترى كلود فونيرو عقار كرايستشيرش في عام 1734 والذي بلغ في ذلك الوقت أكثر من 114 فدانا (46 هكتارا) من الأرض (تغطي الحديقة اليوم حوالي 82 فدانا (33 هكتارا). سمح ل العامة في سنة 1772بدخول اجزاء من الحديقة وسمح للبعض بالدخول بعد التوقيع على اتفاقية بحمل المفاتيح مع شروط للدخول.
بذلت شركة إبسويتش جهود للعثور على أرض لحديقة عامة في عام 1848، وأستأجرت الشركة من و.ك. فونيرو 13 فدانا (53000 م 2) عام 1851التي طورت المشتل في نفس العام الذي زار فيه الأمير ألبرت الحديقة. ابرمت صفقة بين لفيليكس كوبولد مالك القصر والشركة بشرط أن تشتري الشركة بقية الأراضي وذلك في أبريل 1895.
تحتوي الحديقة على نصب تذكارية تم وضعها في عام 1903لجنود إبسويتش الذين فقدوا حياتهم.و تم نقل النصب التذكاري من كورنهيل للجنود الذين فقدوا خلال حرب البوير والحرب العالمية الأولى إلى الحديقة وذلك عام 1924كما استحوذت الشركة على المشتل العلوي في عام 1928.
تلقت الحديقة في عام 2004 منحة بقيمة 4.2 مليون جنيه إسترليني من صندوق يانصيب التراث لبرنامج يضم تجديد وترميم واسع النطاق لمرافقها ومعالمها التاريخية. وشمل هذا التجديد تصريف لكل من البرك «المستديرة» و «البرية» من أجل إزالة خمسة أقدام من الطمي التي تجمعت على مدى السنوات ال 80 الماضية وذلك في عام 2006.

## الحديقة في الوقت الحالي

### أربوريتا
يعتبر المشتل العلوي والسفلي داخل حديقة كرايستشيرش هو جوهرة البستنة في إبسويتش حيث يعد مصدر إلهام للبستانيين وبيئة هادئة للاسترخاء والتأمل وتزين الحدائق العامة بعروض الفراش الموسمية ووتشكيلات من الزهور والشجيرات والعشب على هيئة جزيرة وسجاد ر وصخرة كبيرة وذلك على بعد بضع دقائق فقط من وسط المدينة. صممت المسارات بحرفية عبر الحدائق مرورا بملاعب التنس وملاعب لعبة الكروكيه ومنصة للفرق الموسيقية. ويتوفرللزوار مقاعد واسعة ومنطقة عشبية كبيرة للنزهات.

#### المشتل العلوي
تم افتتاح المشتل العلوي كأول حديقة عامة في إبسويتش في عام 1853. وكان من المنتظر أن يوفر المشتل «ترفيها صحيا ومتناغما» وذلك من قبل جيمس ألين رانسوم، المستشار في مجلس بلدية إبسويتش.

### الحياة البرية والطيور
تعد حديقة كرايستشيرش موطن لأكثر من 100 نوع مختلف من الطيور، بما في ذلك مجموعة كبيرة من البط والإوز والبجع التي تعيش في البركتين الكبيرتين داخل الحديقة. وتم إنشاء محمية صغيرة للطيور في أوائل التسعينات الميلادية، ويمنع من فك الحبل المربوط بالكلاب خلال التنزه حفاظا على طيور الحديقة. كما، تعيش السناجب الرمادية والثعالب في المشتل. وهناك أيضا غزال في الجزيرة في بركة البرية

### الرياضة والترفيه داخل الحديقة
يحتوي المنتزه على مرافق الرياضية ك ملاعب تنس وملاعب ال كروكيه وملعب بولينغ أخضر. دائما ما تكون حديقة كرايستشيرش مركزا للعديد من أحداث الترفيه والتسلية في إبسويتش. حيث يقام فيها كرنفال إبسويتش، وعرض الألعاب النارية العملاق، وعرض إيبسويتش للزهور، ومهرجان إبسويتش الموسيقي، إلى جانب حفلات موسيقية من فرق مثل ماكفلاي وبستيد ودايفيرستي وجدوورد جولز هولاند ستايتس كو. وفي كل صيف تقام فعالية «حفلات موسيقية في الحديقة» مع عرض فيلم شهير في الحديقة، تلة الثلج، عروض وطنية في الهواء الطلق. كما يتم عرض سيارات قديمة في موكب سنويوذلك على طول المسار الرئيسي للحديقة، ويمثل بداية سباق إبسويتش إلى فيليكسستو.

## النصب التذكارية في الحديقة

### ممشى العمدة
ممشى العمدة هو مسار للمشاة في حديقة كرايستشيرش، والتي خلدت ذكرى ل عمدة إبسويتش على مر السنين.

## صالة عرض

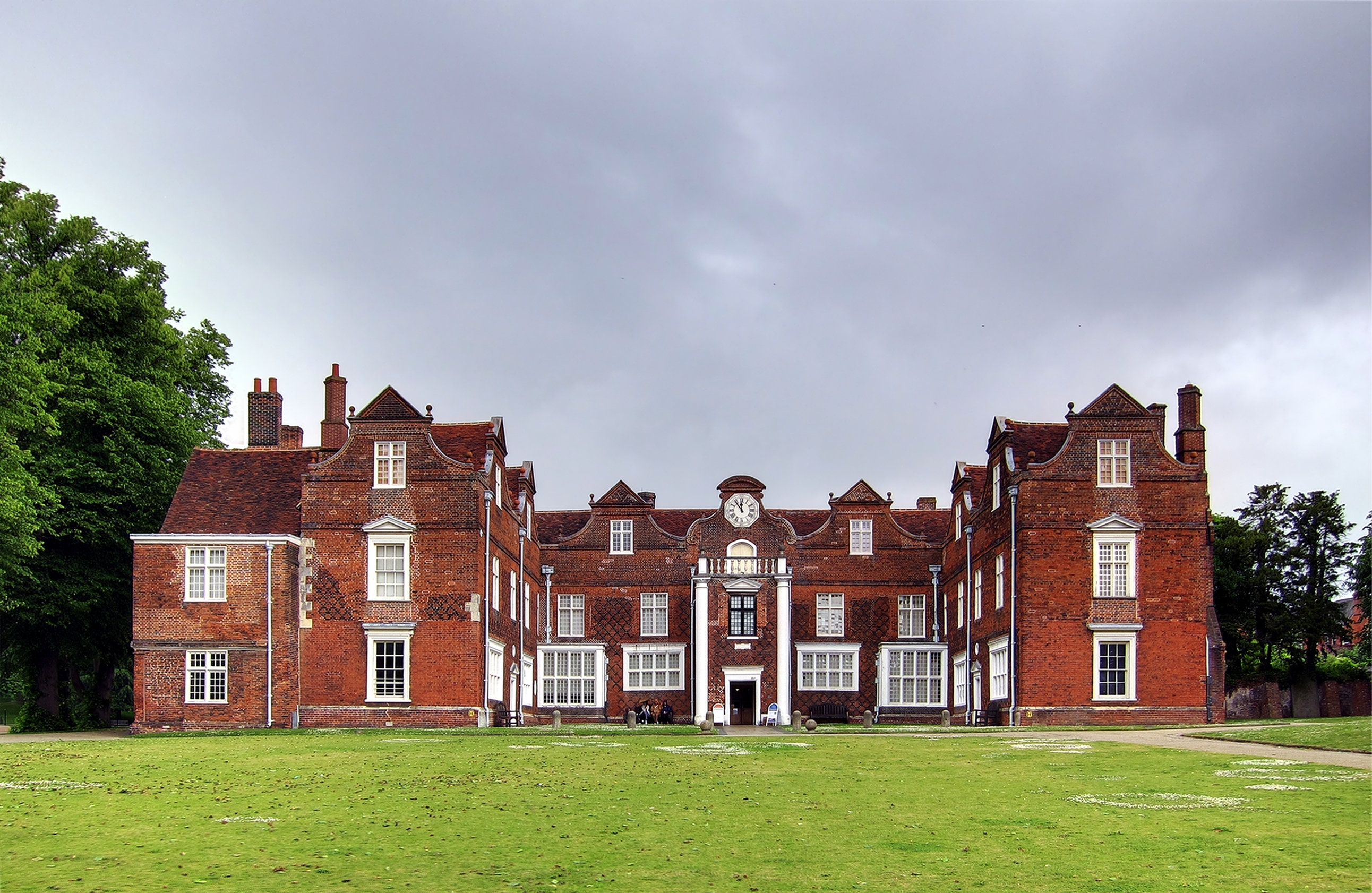
قصر كرايستشيرش
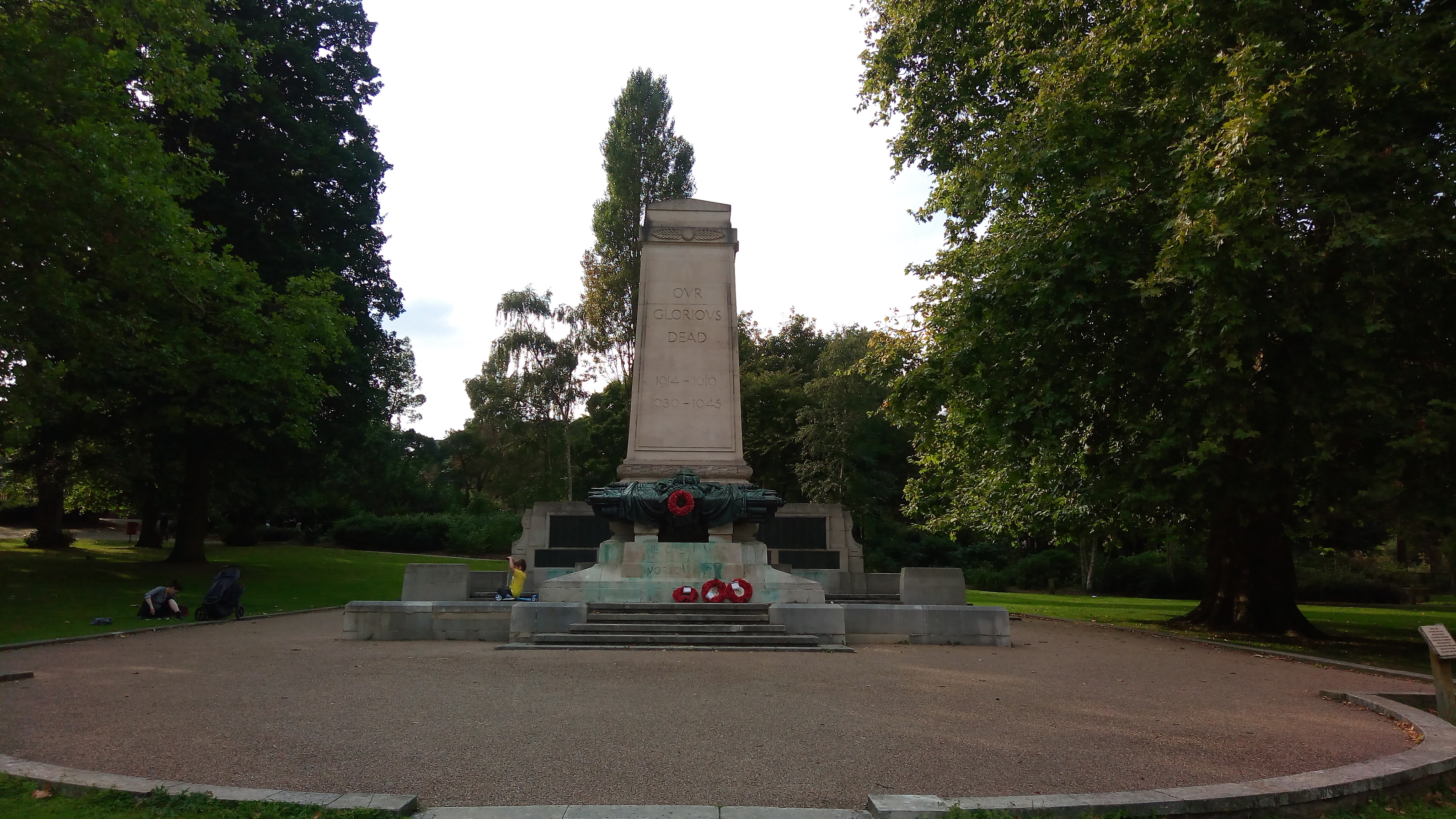
النصب التذكاري للحرب في حديقة كرايستشيرش
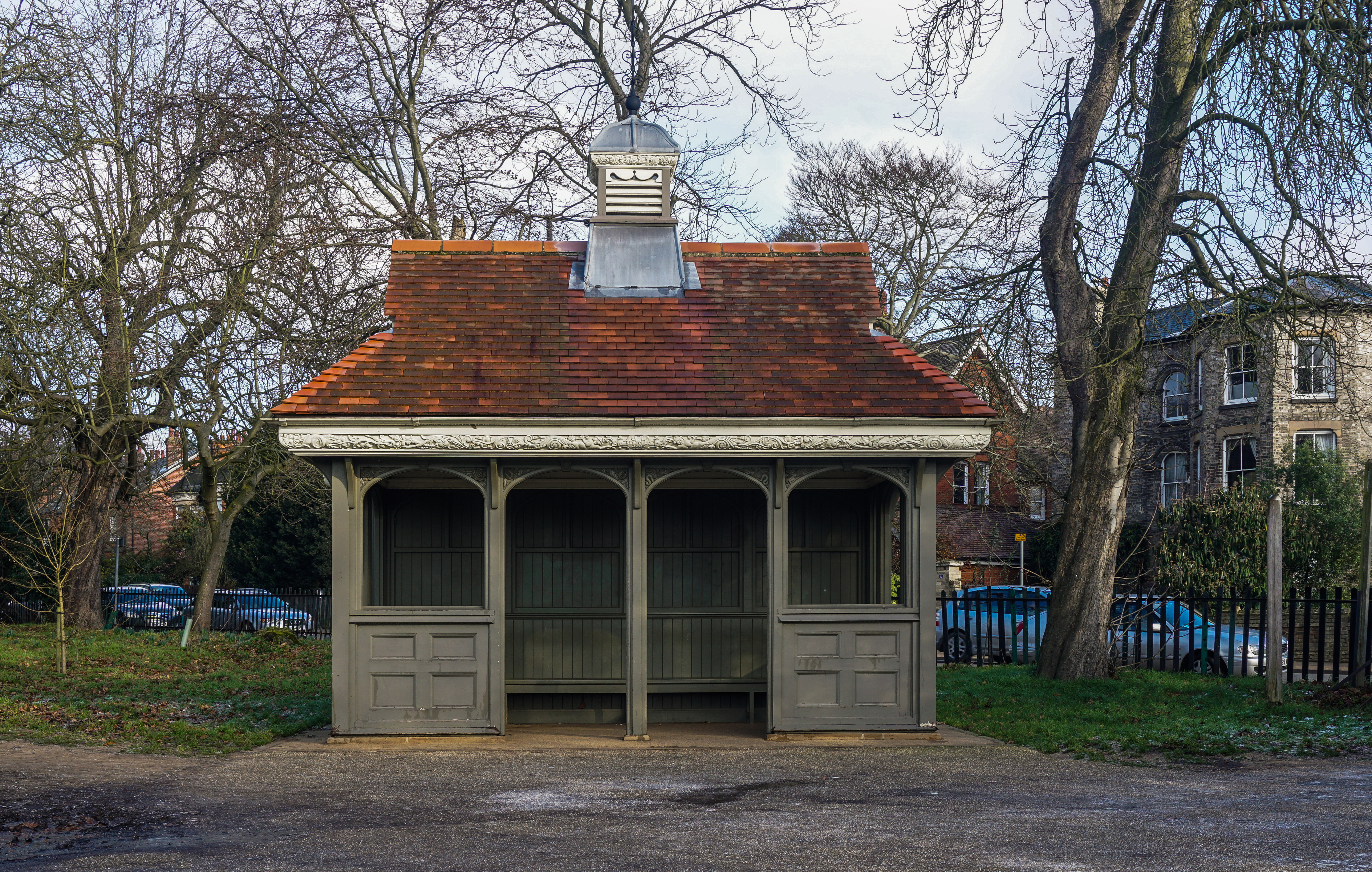
تم نقل عام 1892 مأوى لسائقي سيارات الأجرة التي تجرها الخيول من إبسويتش كورنهيل ووضعها في الحديقة في عام 1895.
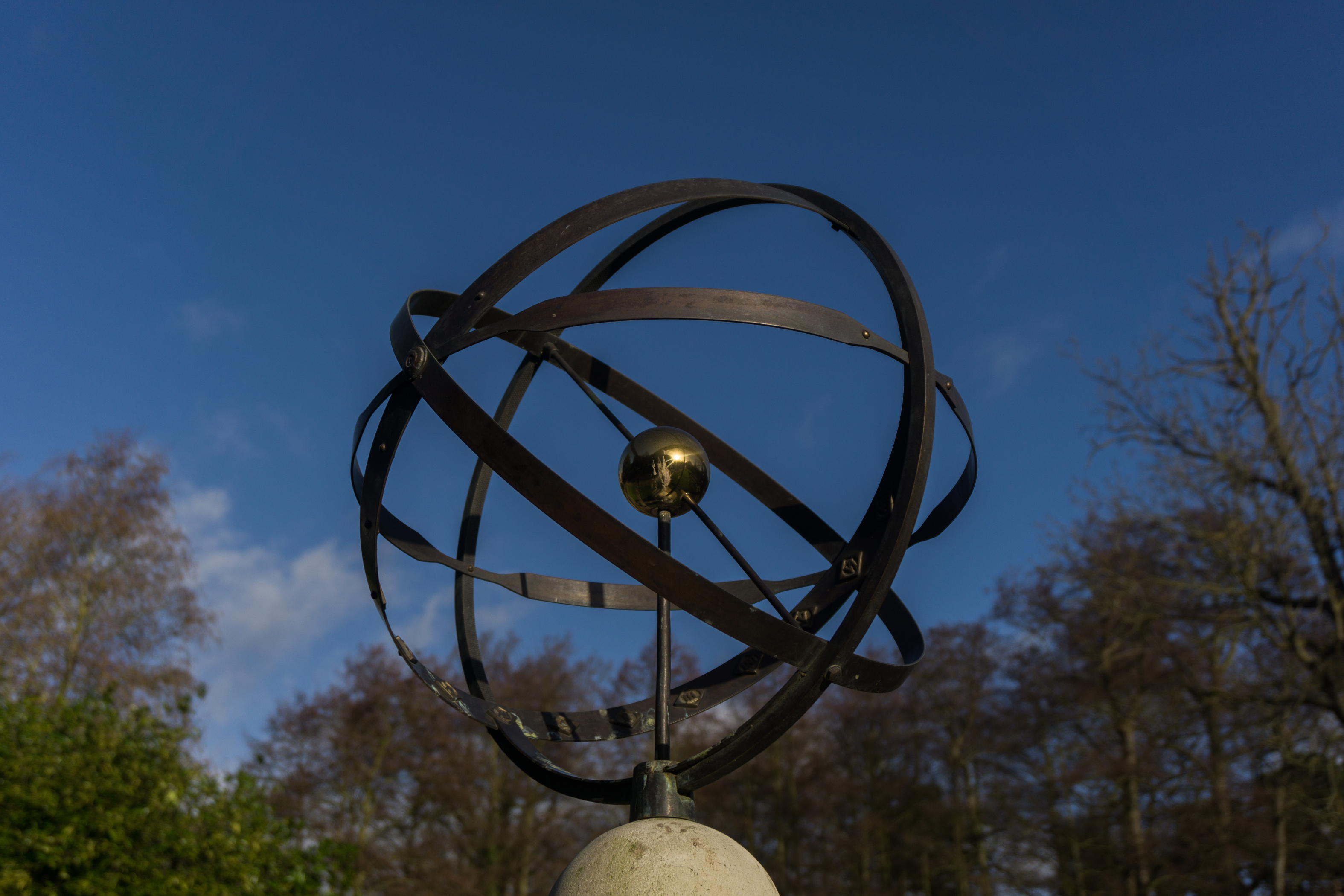
عقرب الشمس الكروي
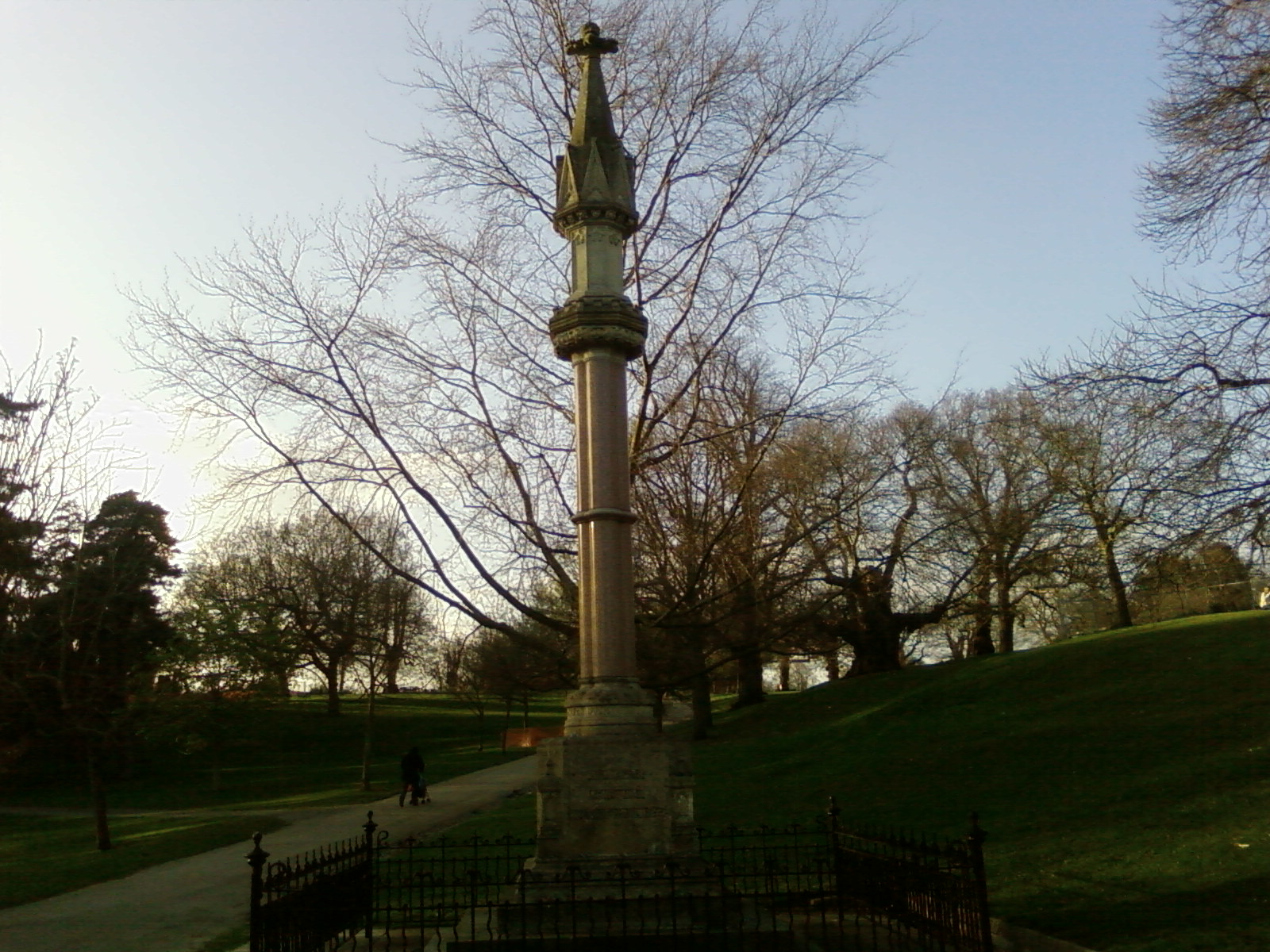
نصب شهداء إبسويتش عند الغسق